# Château du Monastier-sur-Gazeille
Le château du Monastier-sur-Gazeille est un château situé sur la commune du Monastier-sur-Gazeille dans le département de la Haute-Loire, en région Auvergne-Rhône-Alpes.

## Historique
Le Monastier étant une ville fortifiée, un donjon a dû exister très tôt. Après l'occupation du Monastier par les Anglais au XIVe siècle, un premier château abbatial fut construit puis incendié pendant les guerres de religion.
Le château fut remanié au XVIe siècle et servit de demeure pendant 130 ans à la puissante famille des Sennecterre (Saint Nectaire) qui fournit plusieurs abbés. Il abrite aujourd'hui le Musée des Croyances Populaires. 
Le monument fait l’objet d’un classement au titre des monuments historiques depuis le 28 février 1966.